# 스가오촌 (도쿄부)
스가오촌(일본어: 菅生村)은 일본 도쿄부 니시타마군에 일찍이 존재했던 촌이다. 현재의 아키루노시 북동부에 해당한다.

## 역사
- 1889년 4월 1일 - 정촌제 시행에 의해 단독으로 촌제를 시행해 가나가와현 니시타마군 스가오촌이 성립하였다.
- 1893년 4월 1일 - 니시타마군, 미나미타마군, 기타타마군과 함께 도쿄부에 이관되었다.
- 1921년 4월 1일 - 구사바나촌, 세도오카촌, 하라코미야촌과 합병해 다사이촌이 성립하여, 스가와촌은 소멸하였다.
- 1943년 7월 1일 - 도쿄도로 승격되었다.
- 1955년 4월 1일 - 스가와촌은 히가시아키루촌, 니시아키루촌과 합병해 아키가와정이 성립하여, 스가와촌은 소멸하였다.

## 참고 문헌
- 角川日本地名大辞典編纂委員会, 『角川日本地名大辞典 13 東京都』, 角川書店, 1978年, ISBN 4-04-001130-9
- 日本加除出版株式会社編集部, 『全国市町村名変遷総覧』, 日本加除出版, 2006年, ISBN 4-8178-1318-0